# José María Bocanegra
José María Bocanegra (n. a Labor de la Troje, Aguascalientes el 3 de juliol de 1787; m. a la ciutat de Mèxic el 23 de juliol, 1862) fou el tercer president de Mèxic, mandat que ocupà només per cinc dies el desembre de 1829.
Bocanegra es llicencià com a advocat al Colegio de San Ildefonso de la ciutat de Mèxic. Durant el període colonial fou avocat de l'Audiència de la Nova Espanya i membre del Col·legi d'Avocats. Fou vicepresident del Comitè per a la Caritat de l'Hospici per als Pobres. Donà el seu suport a l'Imperi Mexicà, però s'oposà a l'exercici arbitrari del poder de l'emperador. Posteriorment fou elegit diputat del primer Congrés Constituent de Mèxic de 1824.
Tan bon punt la constitució de Mèxic fou promulgada, i el republicanisme federal fou instaurat, fou elegit diputat el 1827. El 1829 el president Guadalupe Victoria el designà Ministre de Relacions Internes i Externes, càrrec que exercí fins a l'1 d'abril de 1829, quan Guerrero fou designat president. Durant l'administració de Guerrero, fou designat president de la Suprema Cort de Justícia de Mèxic. El 4 de desembre, 1829, el vicepresident Anastasio Bustamante es revoltà contra el govern del president Vicente Guerrero, el qual sortí de la capital per combatre els rebels. En absència de Guerrero, que fou executat per Bustamante, i Bocanegra fou designat president de Mèxic en virtut del seu càrrec com a president de la Suprema Cort. Només l'ocupà per cinc dies, ja que els militars rebels desconegueren el seu govern, i instal·laren un triumvirat encapçalat per Pedro Vélez. Bocanegra, llavors, continuà exercint com a advocat.
Posteriorment, Bocanegra fou designat Ministre de la Tresoreria durant els mandats dels president Valentín Gómez Farías i Antonio López de Santa Anna i Ministre de Relacions Exteriors i de la Tresoreria durant els governs de Santa Anna, Nicolás Bravo i Valentín Canalizo. Durant aquest període s'oposà enèrgicament a l'annexió de Texas, que havia pertangut a Mèxic, als Estats Units d'Amèrica. Escrigué les Memorias para la Historia del México Independiente. El seu nebot, Francisco González Bocanegra fou l'autor de l'Himne Nacional Mexicà. Bocanegra morí el 23 de juliol de 1862 a la ciutat de Mèxic.